# Euroscaptor grandis
Euroscaptor grandis är en däggdjursart som beskrevs av Miller 1940. Euroscaptor grandis ingår i släktet Euroscaptor och familjen mullvadsdjur. Internationella naturvårdsunionen kategoriserar arten globalt som livskraftig. Inga underarter finns listade.
Arten är med en kroppslängd (huvud och bål) av cirka 150 mm större än de flesta andra släktmedlemmar. Den ungefär 10 mm långa svansen är smalare nära bålen och liknar en klubba i formen. Pälsen har en gråbrun till mörkbrun färg.
Detta mullvadsdjur förekommer i södra Kina (Sichuan, Yunnan) och norra Myanmar samt möjligen i norra Vietnam. I bergstrakter når arten 3000 meter över havet. Habitatet utgörs av skogar och ängar, ofta nära vattendrag.